# Scheune (Dresden)

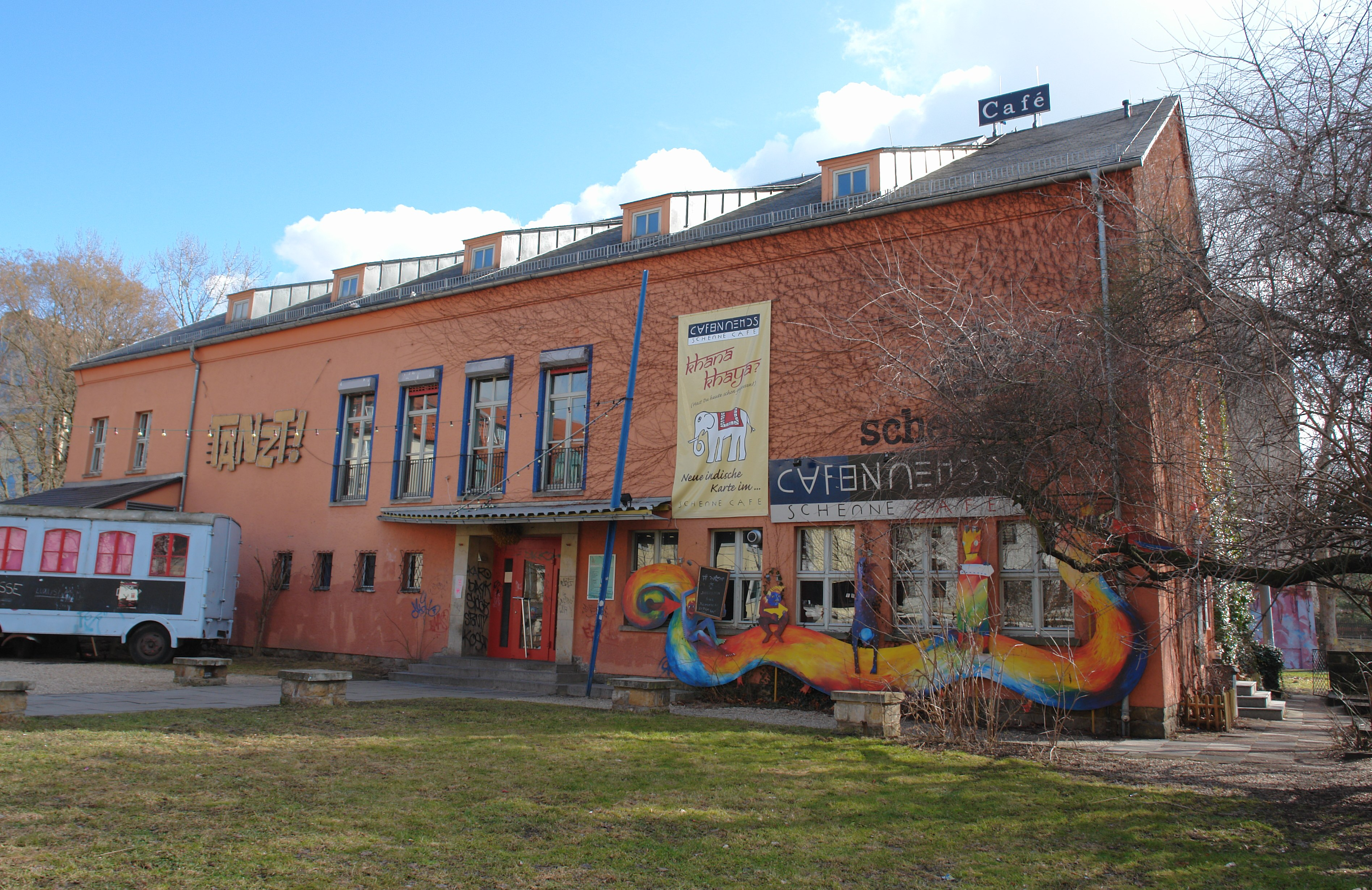
Kulturzentrum „Scheune“ 2010

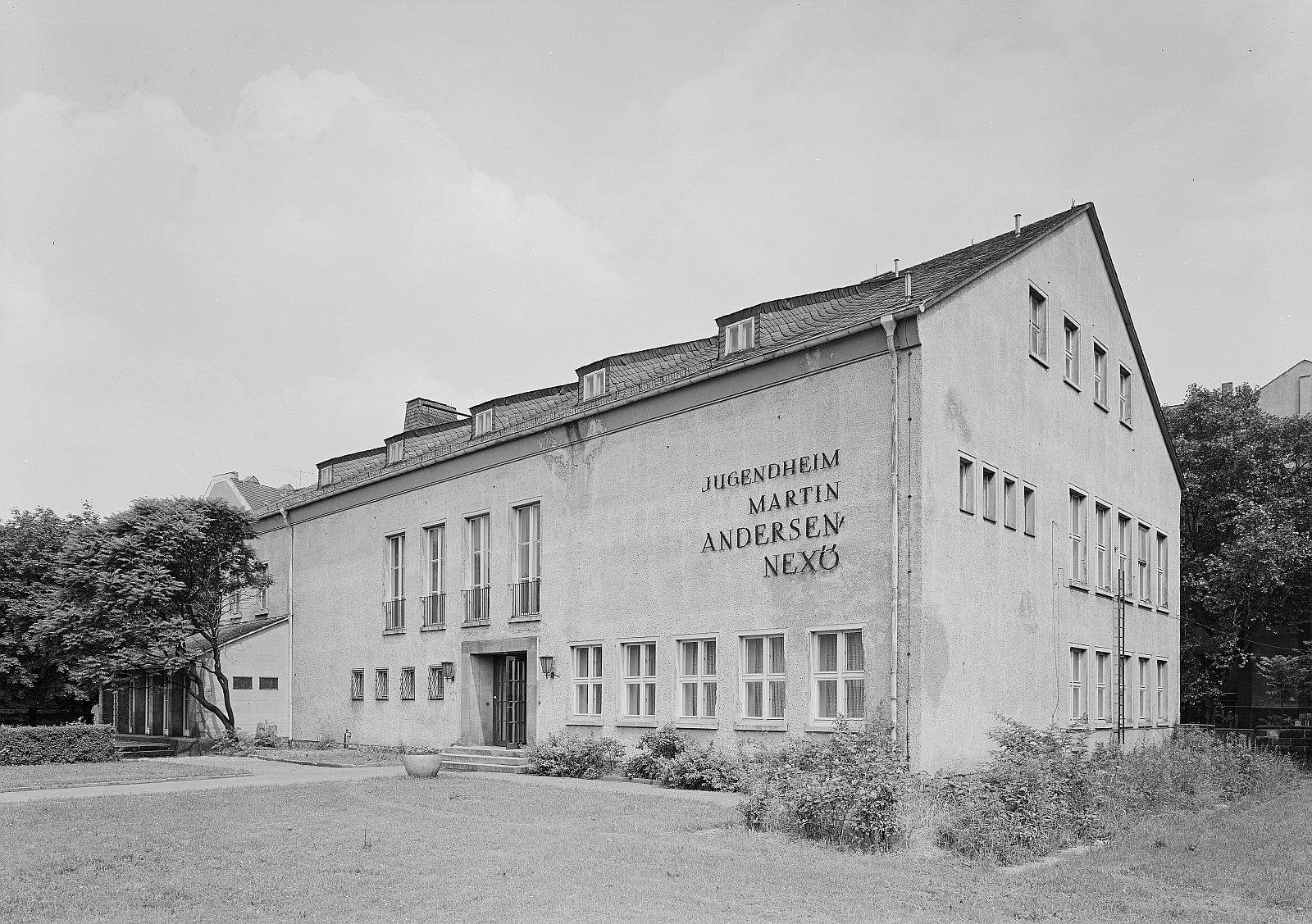
Jugendheim „Martin Andersen Nexö“ 1977

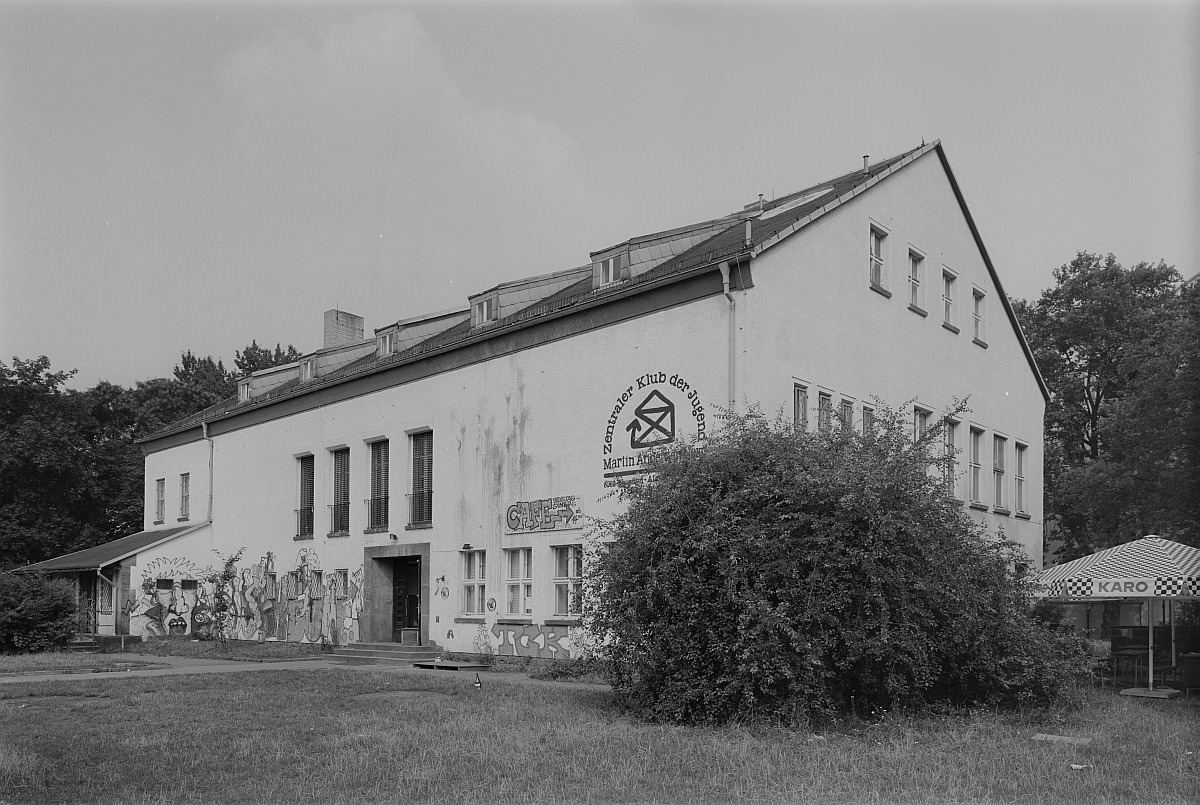
Ehemaliger Zentraler Klub der Jugend „Martin Andersen Nexö“ 1992

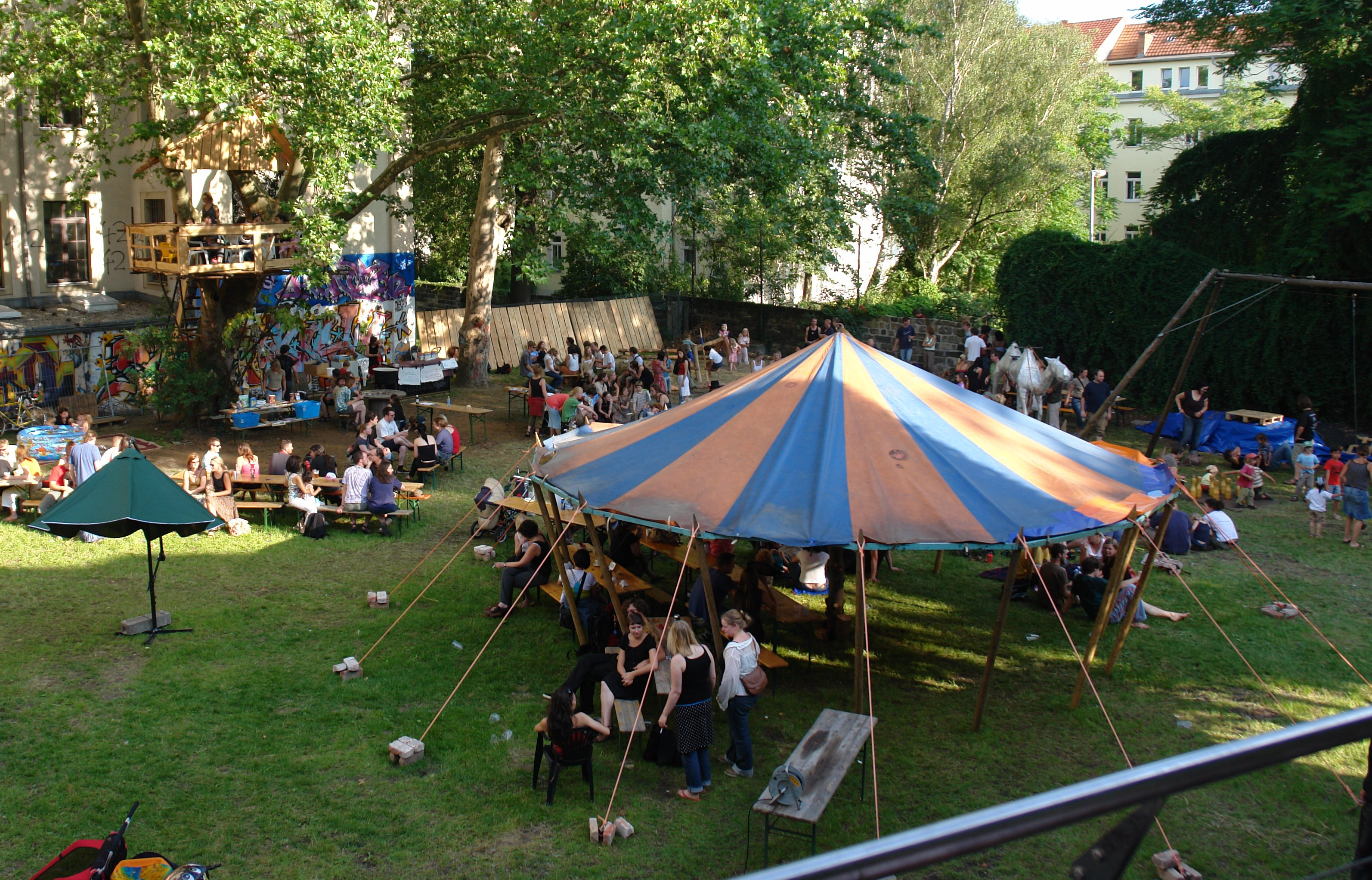
Wiese hinter der Scheune zur Bunten Republik Neustadt 2007

Das Kulturzentrum Scheune befindet sich in Dresden im Szeneviertel Äußere Neustadt. Es nutzt das Gebäude des früheren Jugendklubhauses „Martin Andersen Nexö“.

## Beschreibung
Das Gebäude wurde als zweigeschossiger Baukörper 1951 nach Entwürfen des Architekten Herbert Schneider fertiggestellt. Es wurde in traditioneller Bauweise mit Sandstein-Putzfassade im Stil des Sozialistischen Klassizismus errichtet. Der Bau verfügte bei seiner Fertigstellung über einen Mehrzwecksaal mit 140 Plätzen und fünf Zirkelräume mit 120 Plätzen.
Der Jugendklub wurde ebenso wie das Martin-Andersen-Nexö-Gymnasium und der Martin-Andersen-Nexö-Kunstpreis nach dem Dresdner Ehrenbürger Martin Andersen Nexø benannt. Der damals als Zentraler Klub der Jugend und Sportler „Martin Andersen Nexö“ bezeichnete Bau beherbergt heute das Kulturzentrum Scheune mit dem Scheunecafé.

## Namensherkunft
Der Legende nach sollte das Gebäude in den 1950er Jahren nach Walter Ulbricht, dem Staatsoberhaupt der DDR, benannt werden. Dieser lehnte es angeblich mit den abwertenden Worten „Dieser Scheune gebe ich meinen Namen nicht“ ab.
Der heutige Name ist somit nicht auf eine historische Scheune zurückzuführen.

## Geschichte
Das heute als die Scheune bezeichnete Gebäude sowie das dazugehörige Außengelände wurden 1951 der FDJ als Jugendklub „Martin Andersen Nexö“ übergeben und beherbergte zunächst diverse Zirkel. Diese widmeten sich nicht nur wichtigen Fertigkeiten wie Kochen und Nähen, sondern ermöglichten es dem Interessierten ebenso sich sowohl praktisch als auch theoretisch mit dem Medium Film, der Fotografie oder mit Musik zu beschäftigen.
War das unter tatkräftiger Mithilfe von Neustädter Jugendlichen errichtete Gebäude also zunächst als Ort der Bildung und sinnvollen Freizeitbeschäftigung im Sinne der FDJ-Doktrin konzipiert, fanden mit Tanzabenden unter anderem speziell für „junge Ehepaare und solche die es werden wollen“ seit dem Ende der 1950er Jahre auch gelegentlich breitenwirksamere Veranstaltungen statt. Deren Spektrum erweiterte sich allmählich durch die Einführung des Songklubs, des Jazzforums sowie des Rockpodiums und der Etablierung eines hauseigenen „Ensembles der jungen Talente“. Des Weiteren wurde Mitte der 1960er Jahre eine gastronomische Einrichtung in das Gebäude integriert.
Zum stark frequentierten (Sub-)Kulturzentrum entwickelte sich das Haus aber erst zu Beginn der 1980er Jahre unter der Leitung von Gunther Neustadt, als nach personellen und konzeptionellen Umstrukturierungen neben Lesungen oder Kabarettaufführungen auch Folk, Hip-Hop und Punk eine Bühne geboten wurde. Der bald weit über die Stadtgrenzen hinauswachsende Bekanntheitsgrad verhalf der Scheune zu einer Sonderstellung in der staatssozialistischen Kulturlandschaft und den haupt- und ehrenamtlichen Mitarbeitern zu einer gewissen „Narrenfreiheit“.
Obwohl sich nach 1989 zahlreiche neue Clubs in Dresden etablieren konnten, ist das seit 2007 vom Scheune e. V. betriebene Kulturzentrum mitten im Herzen der Dresdner Neustadt ein prägender Teil des regionalen Kulturbetriebs geblieben. Fast täglich fanden Veranstaltungen statt, die von Konzerten unterschiedlichster musikalischer Couleur über Theater, Kabarett und Film bis hin zu Partys reichen.

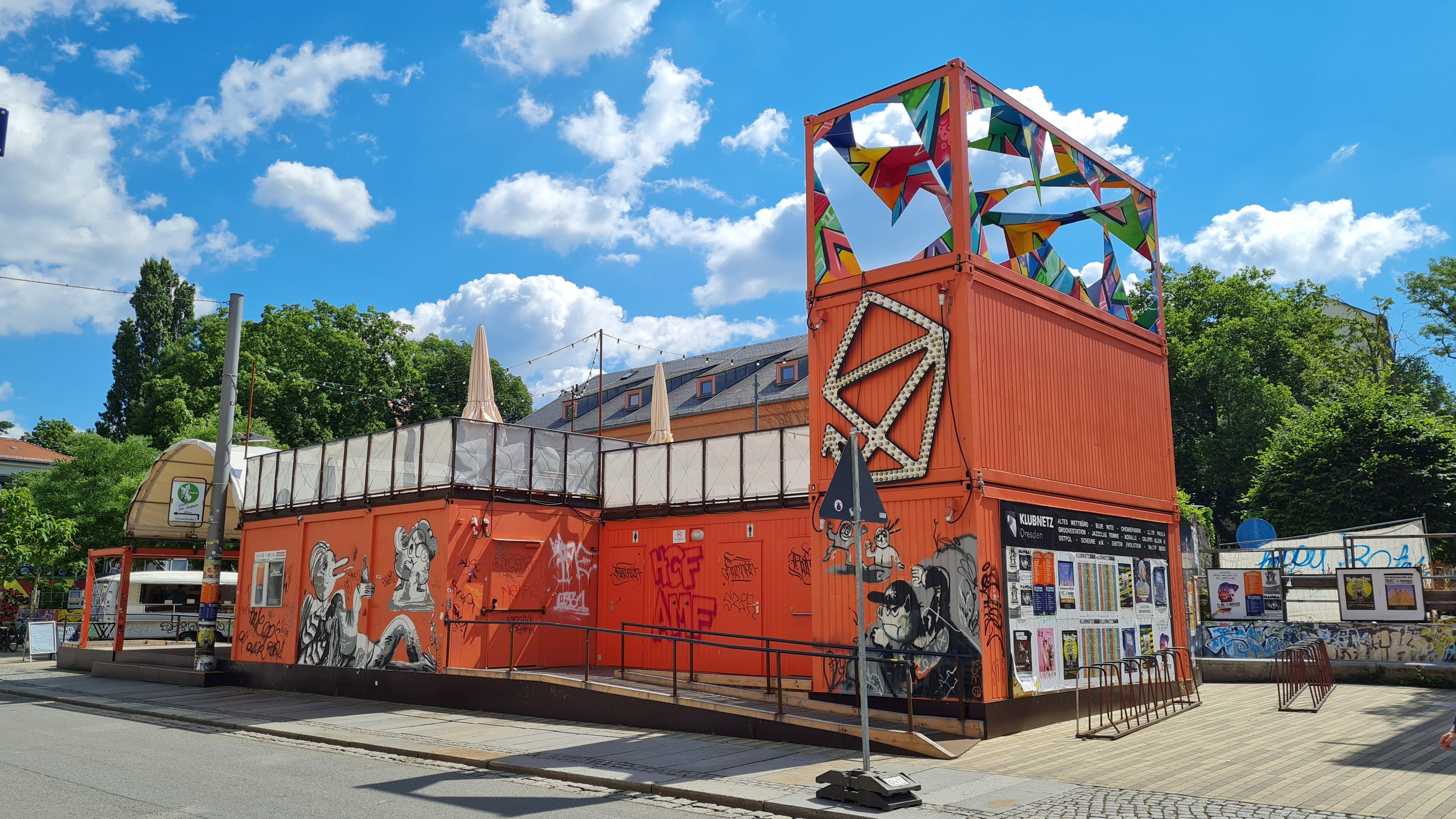
Interimsspielstätte Blechschloss

Seit 2022 wird die Scheune saniert. Ein Teil des Betriebes zog auf den Vorplatz der Scheune in das sogenannte „Blechschloss“: Für den Interimsbetrieb wurde mit dieser Art Interimsspielstätte die Möglichkeit geschaffen, in einem modularen Container-Bau die kulturelle und insbesondere die stadtteilbezogene Arbeit vor Ort weiterzuführen. Diese wurde sogar für den „Sächsischen Staatspreis für Baukultur 2022“ nominiert. Die Sanierung soll im Sommer 2026 beendet sein.